# Hooiberg (Aruba)
De Hooiberg is een 165 meter hoge kegelvormige heuvel op het eiland Aruba, gelegen in het district Santa Cruz. De heuvel bevindt zich in de gelijknamige wijk in het midden van het eiland en is vanuit vrijwel elke plek zichtbaar. Het is de opeen na hoogste heuvel van het eiland, na Jamanota. Op een heldere dag kan men vanaf de top van de Hooiberg zelfs de deelstaat Falcón in Venezuela zien.

## Naam
Veel oude toponiemen (plaatsnamen) op Aruba hebben inheemse oorsprong, maar de taal die vroeger werd gesproken, is verloren gegaan. Daardoor is het onmogelijk om de betekenis van deze oude namen te achterhalen.
De heuvel die bekendstaat als "Hooiberg" heeft door de jaren heen verschillende namen gehad. Op een Spaanse kaart, genaamd Carta Esferyca de la Ysla de Oruba uit 1794, stond het bekend als Cerro de Paja of Pan de Azucar, wat "heuvel van stro" of "suikerbrood" betekent. In de 19e eeuw stond het bekend als Sugar Laof (sic) onder de Engelsen, wat ook "suikerbrood" betekent. De Nederlanders gaven het hun eigen naam met verschillende Nederlandse spellingen tussen ongeveer 1820 en 1827, zoals Hooy berg, Hooij-berg, en uiteindelijk Hooiberg. De naam werd gegeven vanwege de gelijkenis in vorm met de Hollandsche hooibergen.

## Geologie
Op het vlakke tonaliet/diorite landschap van de Aruba-batholiet zijn drie opvallende heuvels bewaard gebleven als gevolg van selectieve erosie. Deze heuvels zijn de kegelvormige Hooiberg, de Seroe Biento (85 m) en Wara Wara (98 m). Hooibergiet is een zeer hard en uniek gesteente  dat alleen te vinden op Aruba en IJsland. Het is gesteente heeft een groenachtige en blauwe kleur, met kleine gitzwarte plaatjes erin.
De Hooiberg bestaat voornamelijk uit zwart dioriet dieptegesteente, genaamd Hooibergiet, met witte kalkaders. Dit hooibergiet is ontstaan diep onder het aardoppervlak als gevolg van de opwelling van magma onder hoge druk en temperatuur. De textuur van het hooibergiet laat dit goed zien. Het hooibergiet bevat dioposied, die poikilitisch is ingesloten door plagioklaas, en euhedralisch hoornblendekristallen.
Bij de tektonische optilling van de Caribische plaat is het gesteente boven de zeespiegel uit gekomen. Al het omliggende gesteente is inmiddels geërodeerd (denudatie) omdat het zachter was dan het hooibergiet.

## Geschiedenis
In de 19e eeuw fungeerde de Hooiberg als een veelgebruikt vertrekpunt voor landmeetkundige doeleinden. Daarnaast diende de kegelvormige heuvel als oriëntatiepunt en uitkijktoren voor inheemse volkeren, die het gebruikten om de zee te verkennen, zoals blijkt uit de gevonden schelpartefacten. In moderne tijd heeft de heuvel verschillende functies gehad, waaronder het herbergen van radio-, televisiemasten, schotelantennes en een navigatielicht.
In 1951 bouwde architect Eduardo Tromp een betonnen trap van 900 treden om het onderhoud van deze instrumenten te vergemakkelijken. Weinig lokale bewoners pleitte voor de bouw van deze betonnen trap. De trap werd binnen drie maanden gebouwd zonder een gedetailleerd plan. De trap heeft meerdere reconstructies en onderhoudswerkzaamheden ondergaan. De oorspronkelijke 900 treden zijn al  lang niet meer aanwezig; sinds 2022 bevat de trap ongeveer 587 treden.
In 1939 werd de schilderij Hooiberg van Jozef Cornelis Pieters (Nechi Pieters) tentoongesteld tijdens de Golden Gate International Exposition, the 'Contemporary Art of 79 Countries' in San Francisco. Met dit werk werd een bronzen medaille gewonnen met een kwalificatie op de 9e plaats.